# Septastraea
Septastraea is een geslacht van uitgestorven rifkoralen, dat leefde van het Mioceen tot het Pleistoceen.

## Beschrijving
Dit koraal was een kolonievormend organisme, dat qua uiterlijk zeer variabel was. De kolonie vormde een zich soms vertakkende, onregelmatige, knoestige massa, die grote hoeveelheden individuen per tak bevatten. De poliepen lagen meestal zo kort bijeen, dat ze hun buitenwand met elkaar deelden en de vorm van een honingraat leken aan te nemen. Het inwendig kalkskelet bevatte slechts enkele dunne dissepimenten (steunplaatjes ter versteviging van de skeletbouw). De twaalf septa (dunne scheidingswanden in het kalkskelet of -schaal) reikten alle tot het centrum. Het geslacht was een rifbewoner en leefde in ondiep, warm water. De normale calyxdiameter bedroeg ongeveer vier millimeter.

## Leefwijze
Dit koraal leende zich ook als korstvormige overgroeiing op de schelpen van zeeslakken, die vermoedelijk dienst deden als behuizing van heremietkreeften. Het koraal groeide uit in het verlengde van de schelpopening, waardoor de woonruimte van de kreeft werd vergroot. Kreeft en koraal leefden vermoedelijk in symbiose met elkaar.